# 鳳蝶屬
鳳蝶屬（Mormon、Swallowtails，學名：Papilio是蝴蝶的拉丁文）是鳳蝶亞科鳳蝶族個的一個屬。物種繁多，包含了200多種鳳蝶，除了南極洲外世界各地皆有分佈，一些知名種例如：單尾虎紋鳳蝶（北美）；美鳳蝶、玉帶鳳蝶、苔美鳳蝶、藍裙美鳳蝶（亞洲）；英雄翠鳳蝶、果園美鳳蝶（澳洲）和非洲達摩鳳蝶（非洲）都是鳳蝶屬的品種。亦因為物種多，其分類方法具爭議性。此屬包含了佳美鳳蝶屬、寬尾鳳蝶屬及斑鳳蝶屬，否認者分出此3屬分成4屬。

## 物種

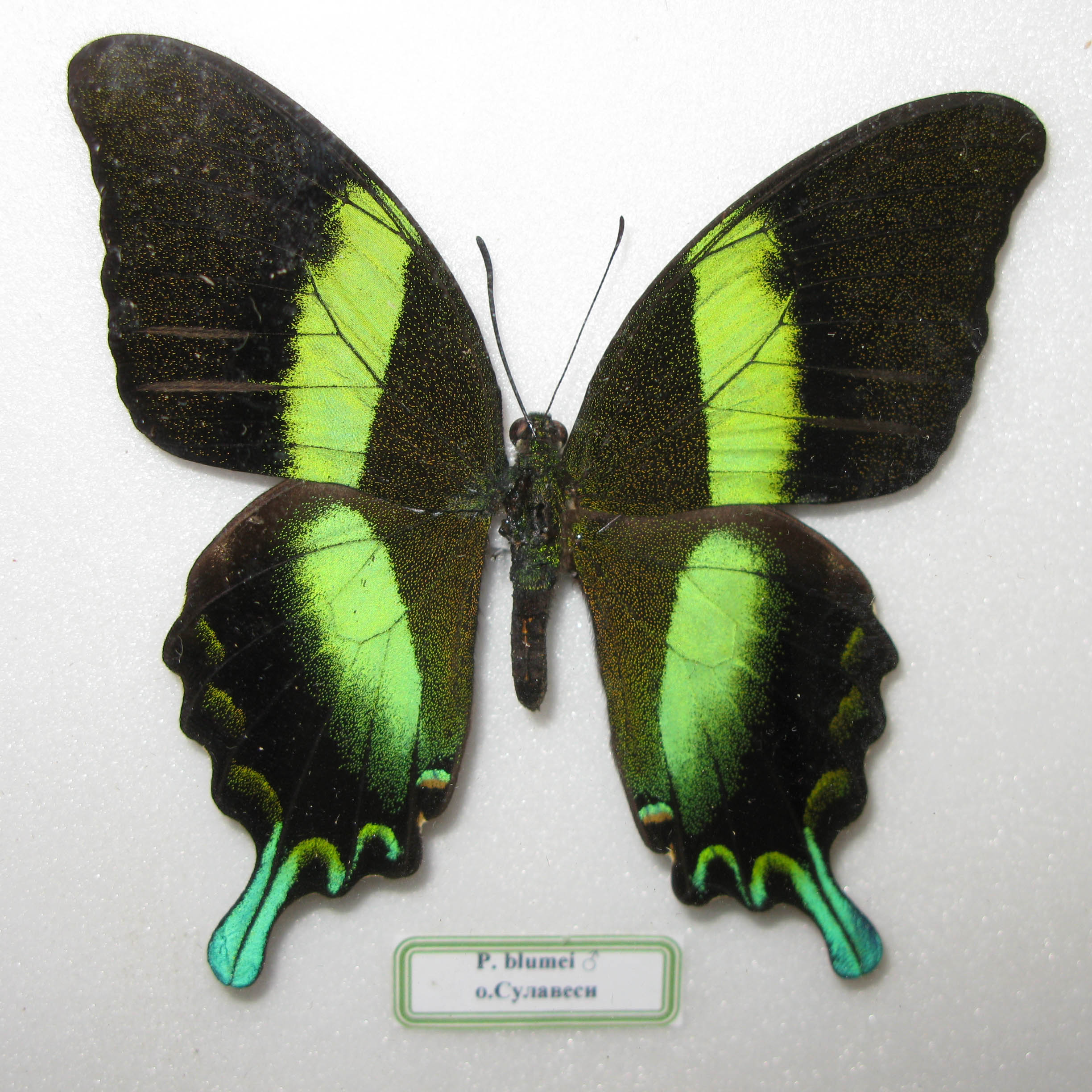
藍尾翠鳳蝶

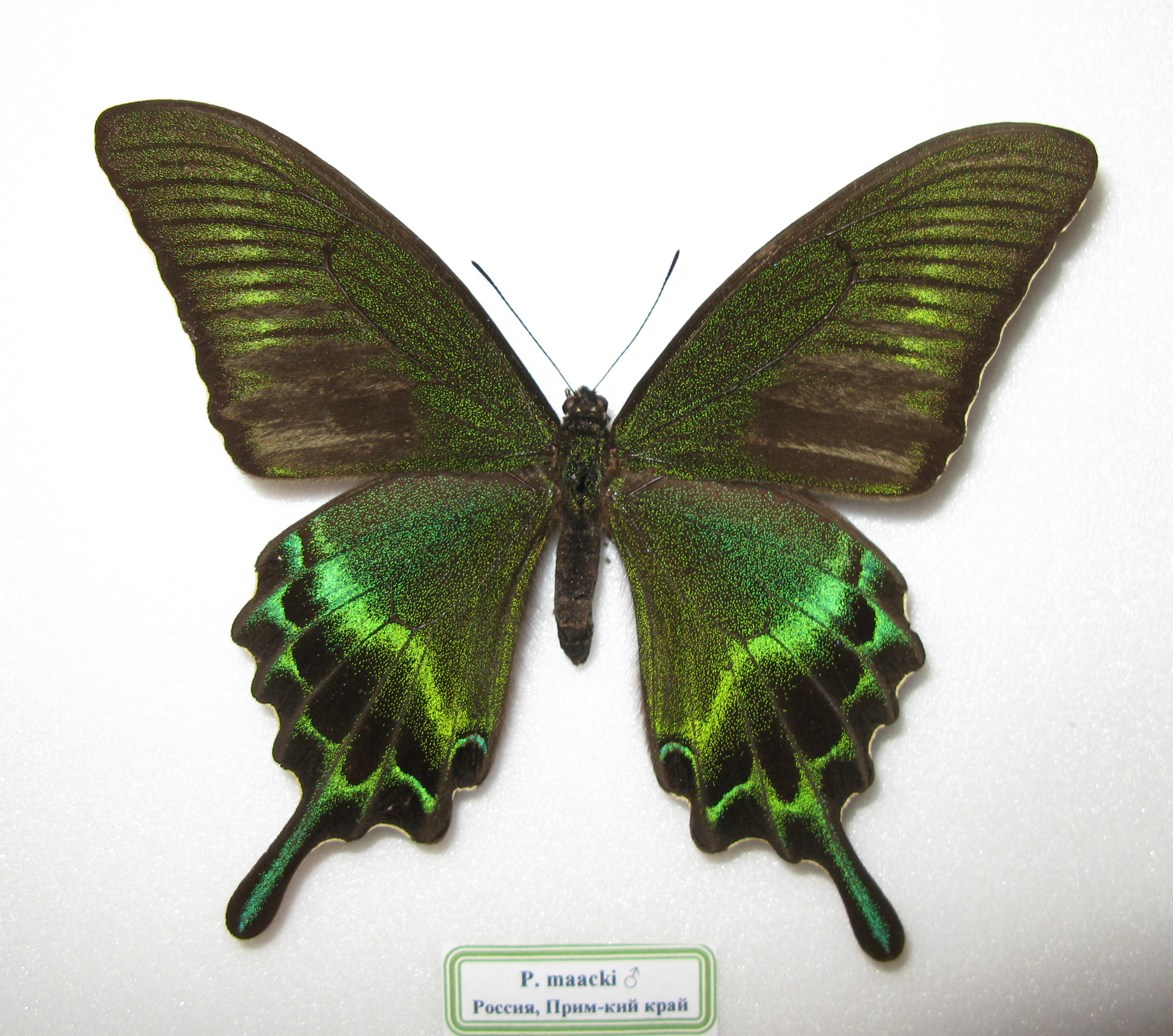
綠帶翠鳳蝶

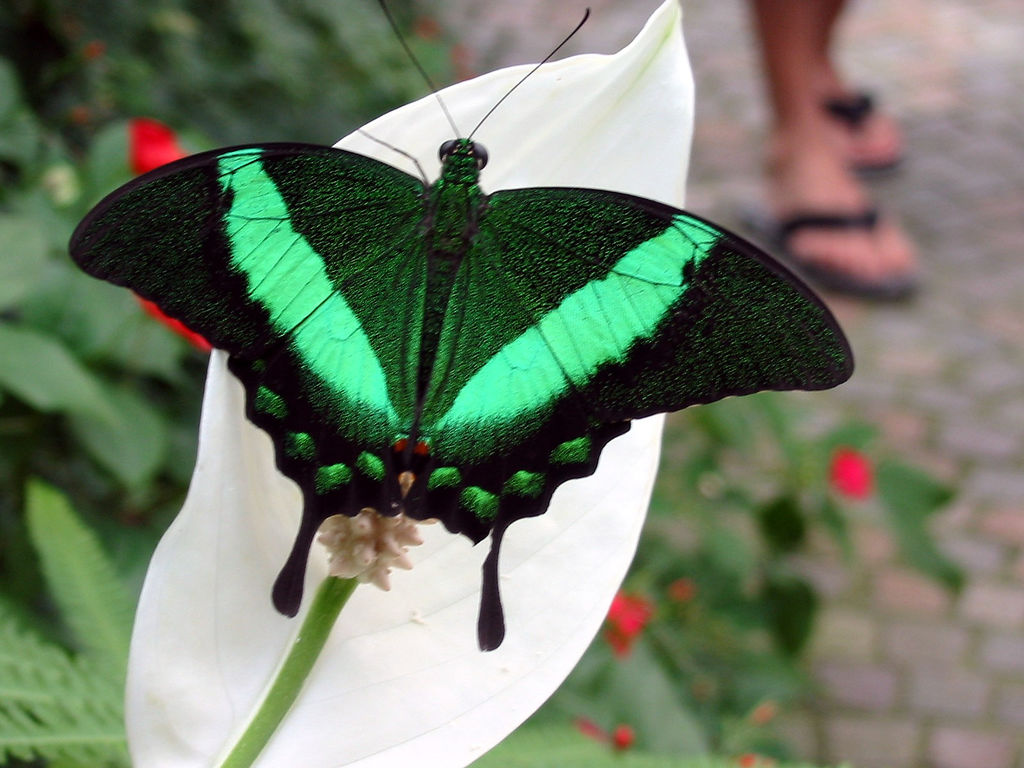
小天使翠鳳蝶

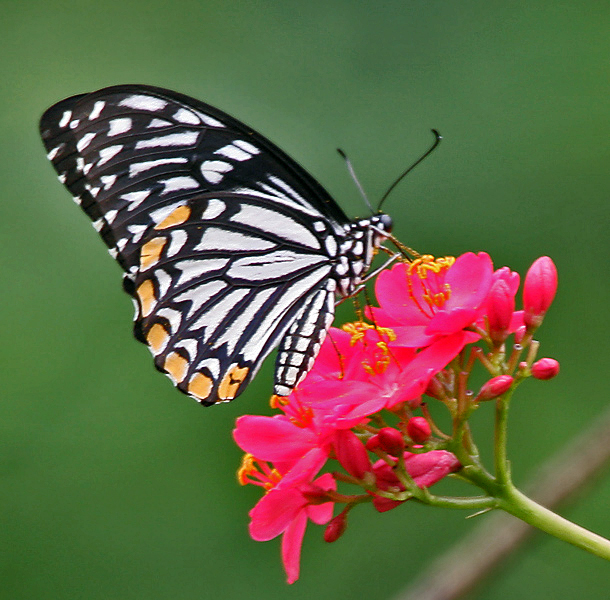
斑鳳蝶

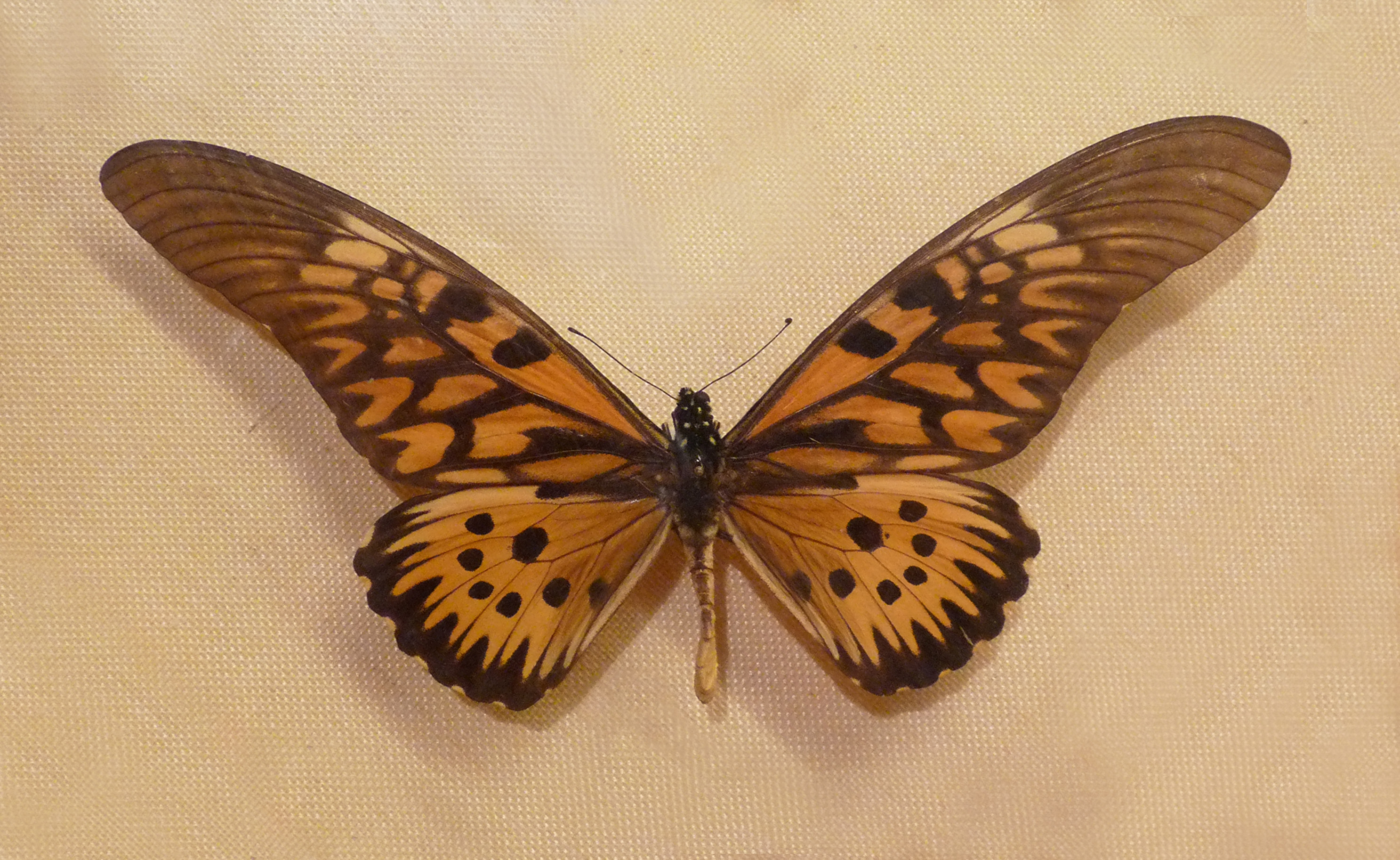
長袖鳳蝶

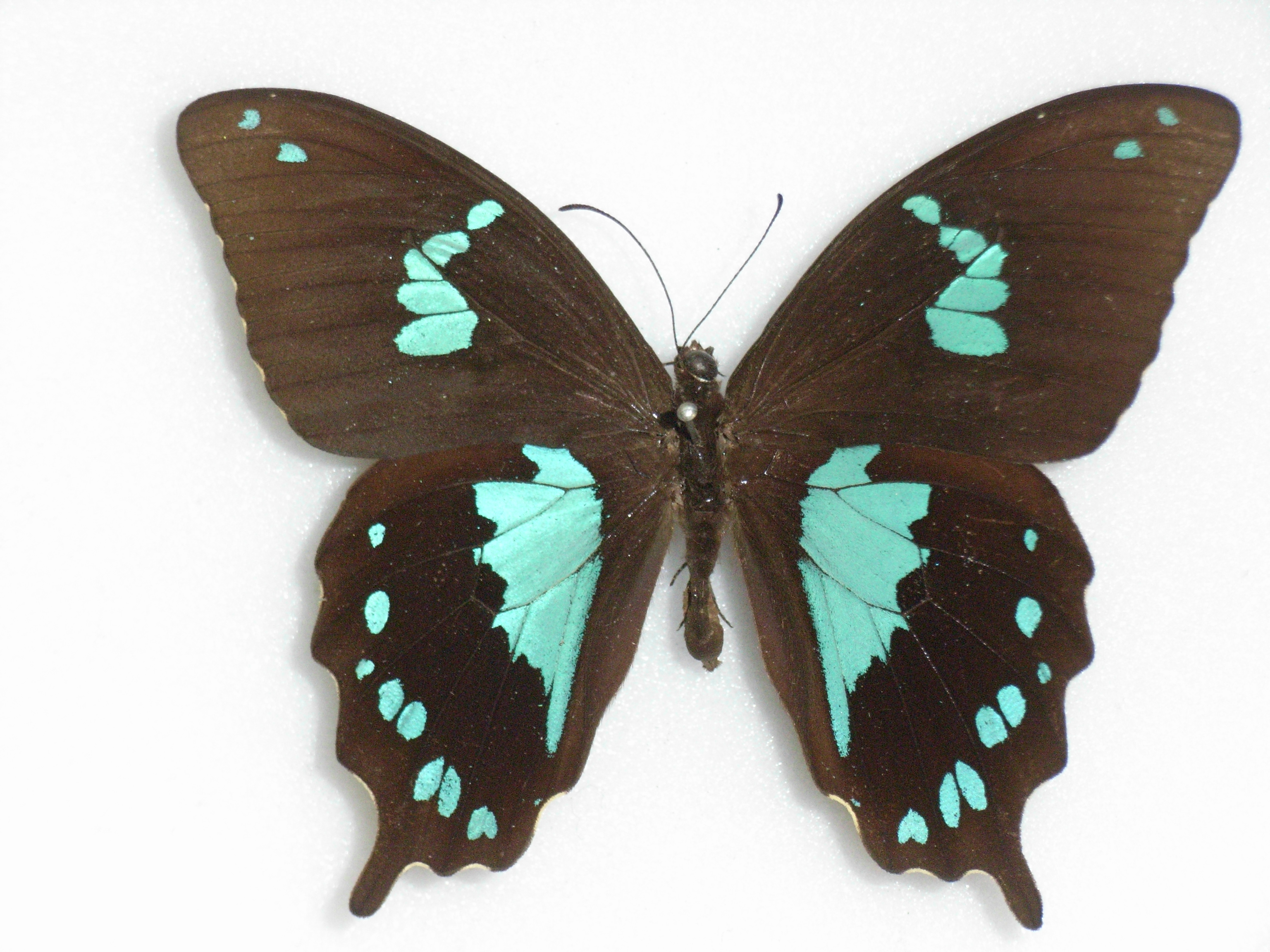
綠斑德鳳蝶

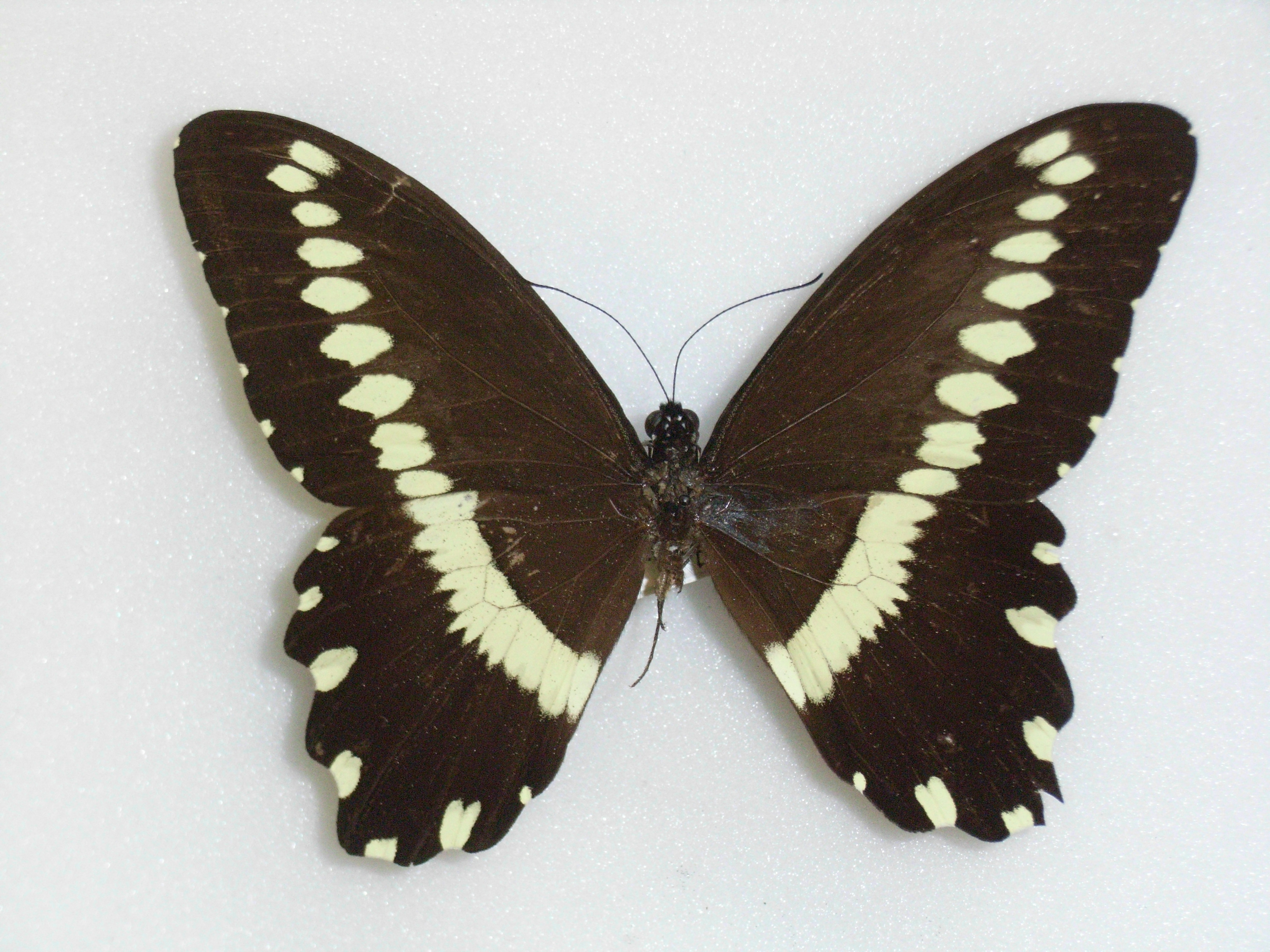
黃條德鳳蝶

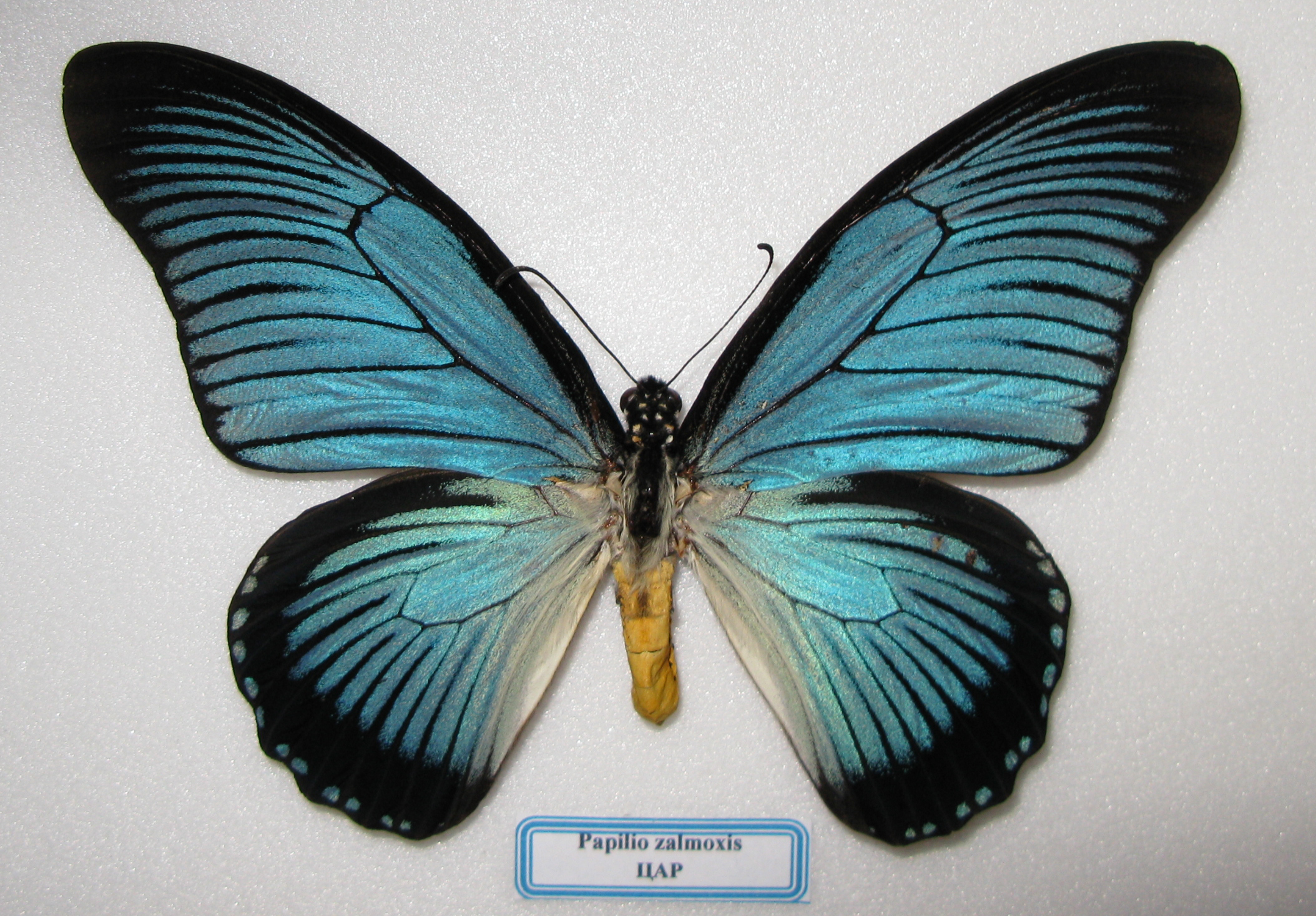
閃光藍鳳蝶

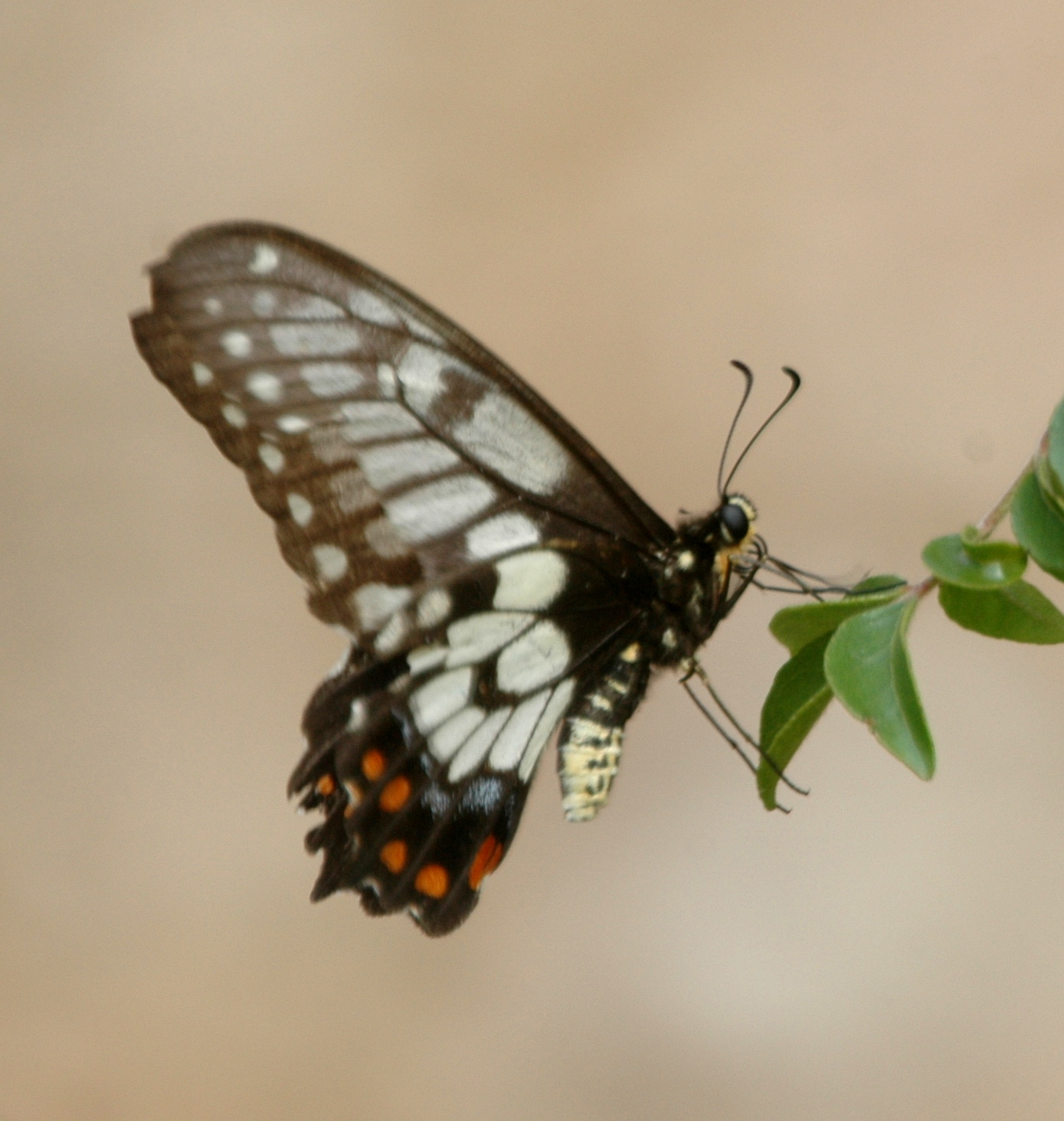
優雅鳳蝶

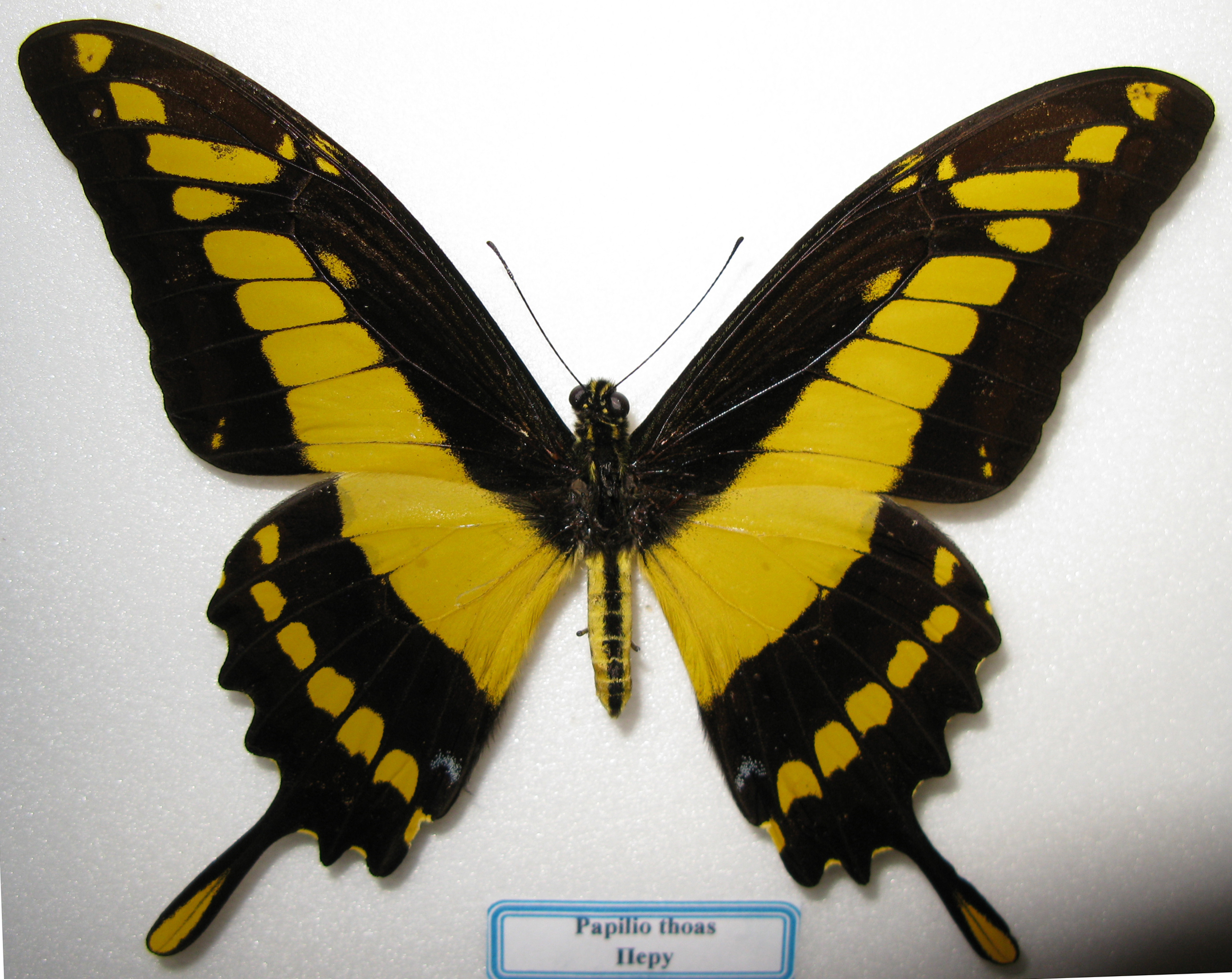
草鳳蝶

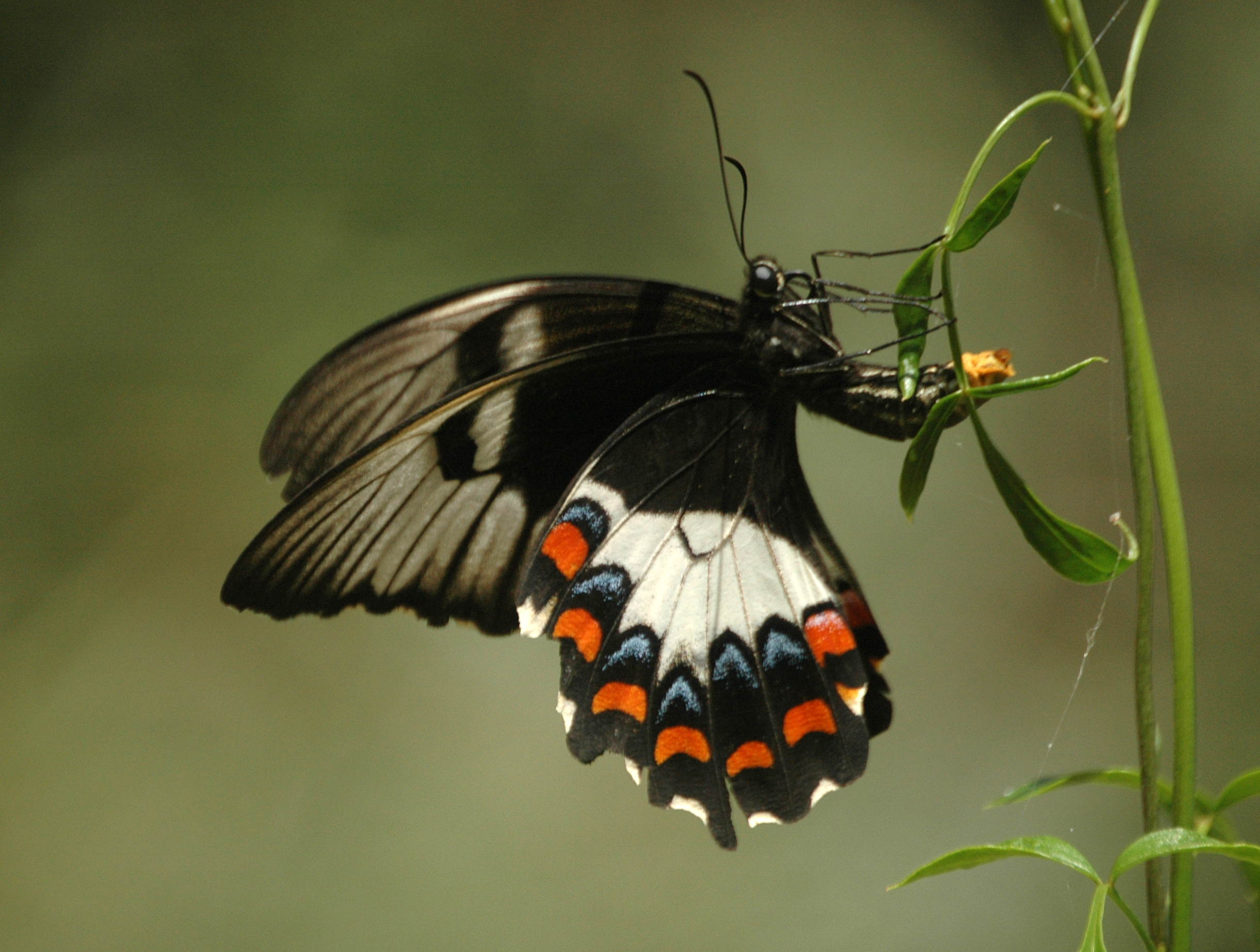
果園美鳳蝶

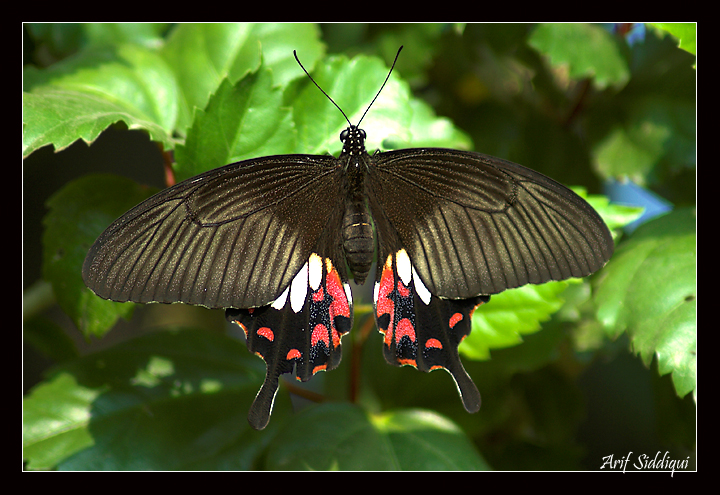
玉斑鳳蝶

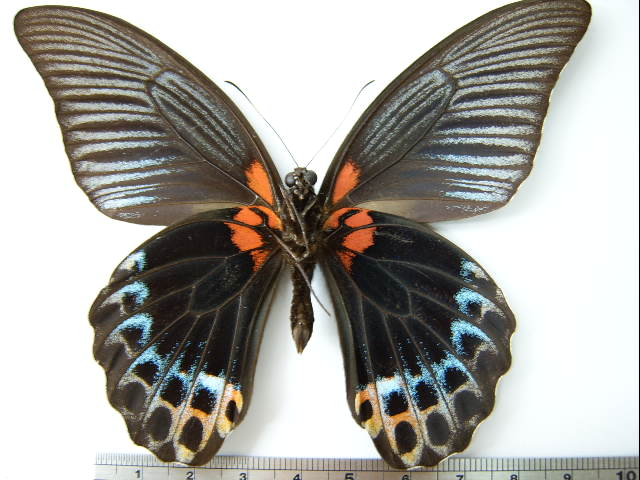
美鳳蝶

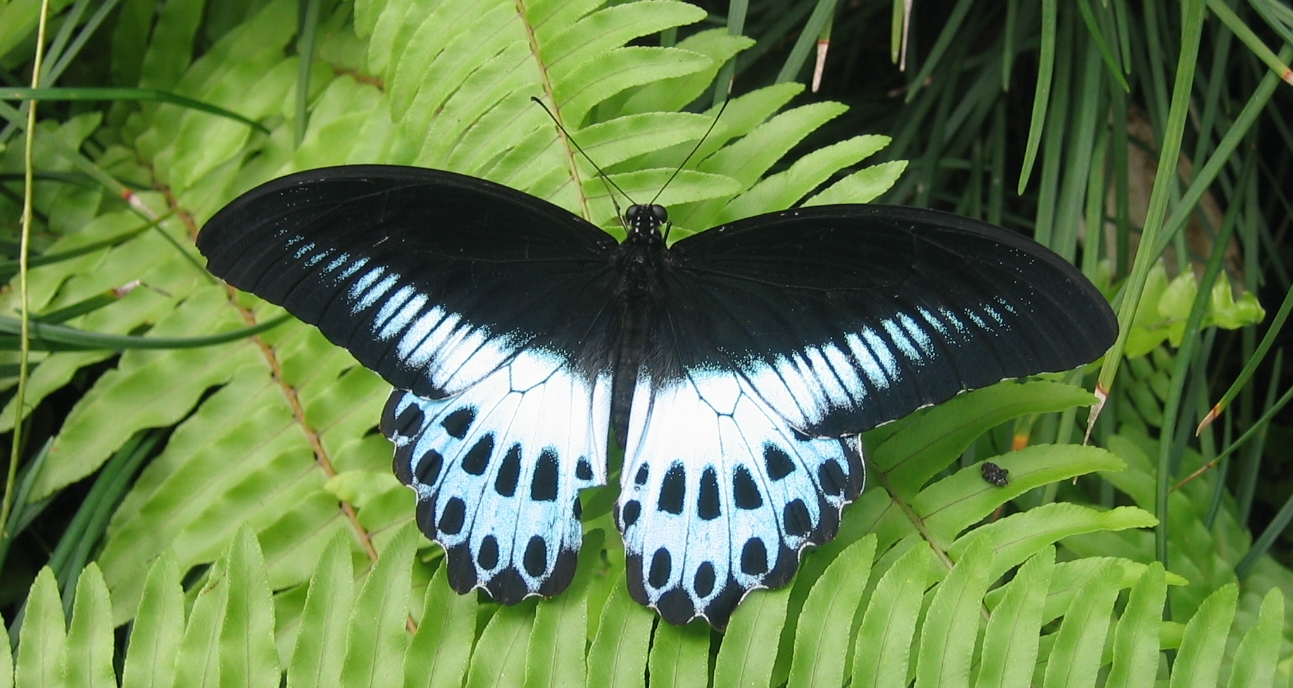
藍裙美鳳蝶

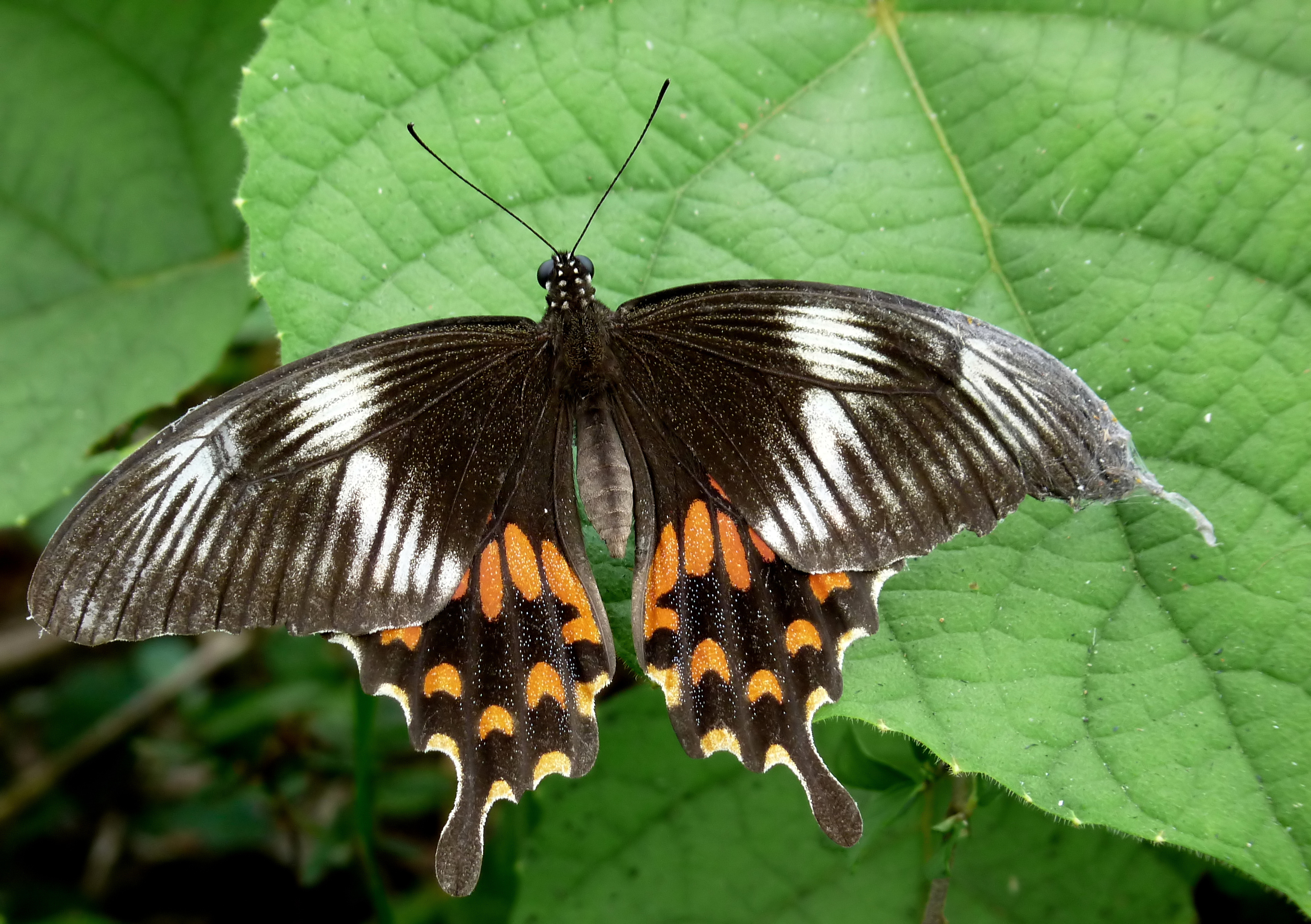
玉帶鳳蝶

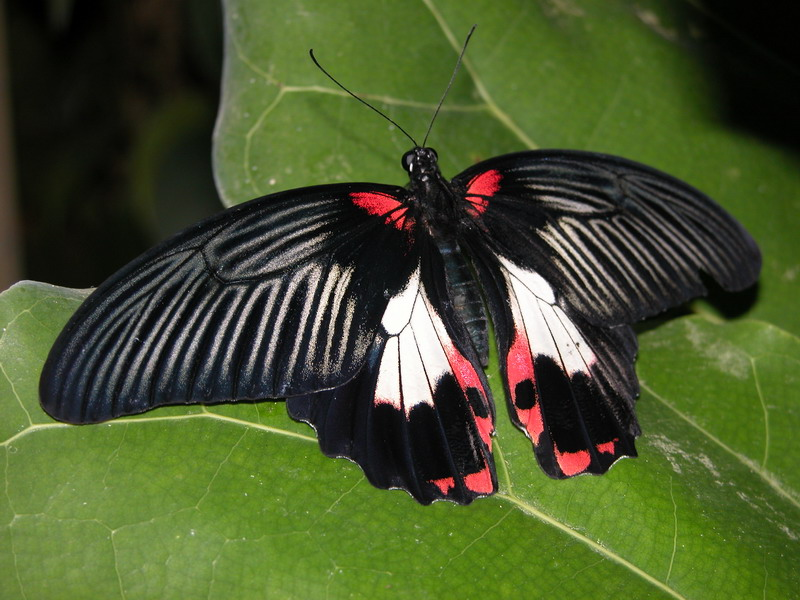
紅斑美鳳蝶

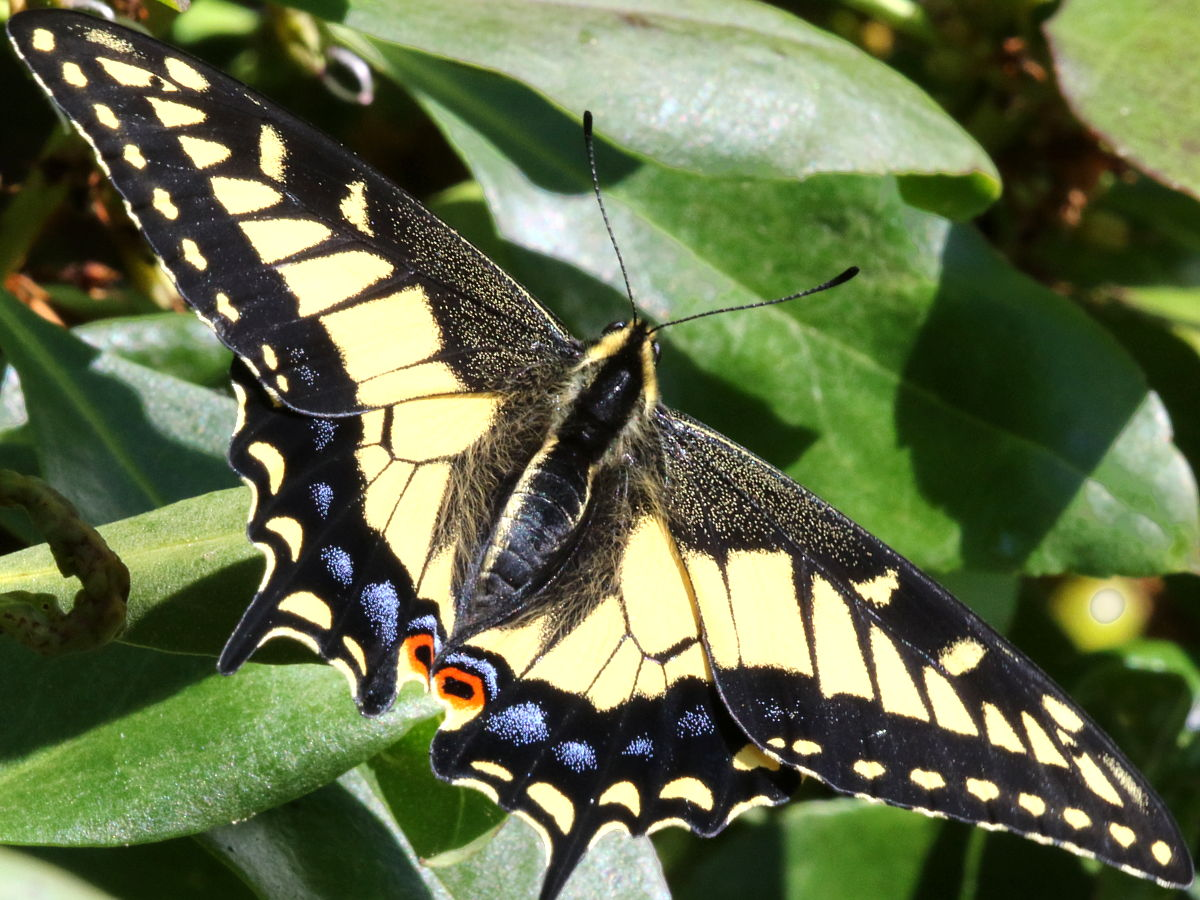
擇麗鳳蝶

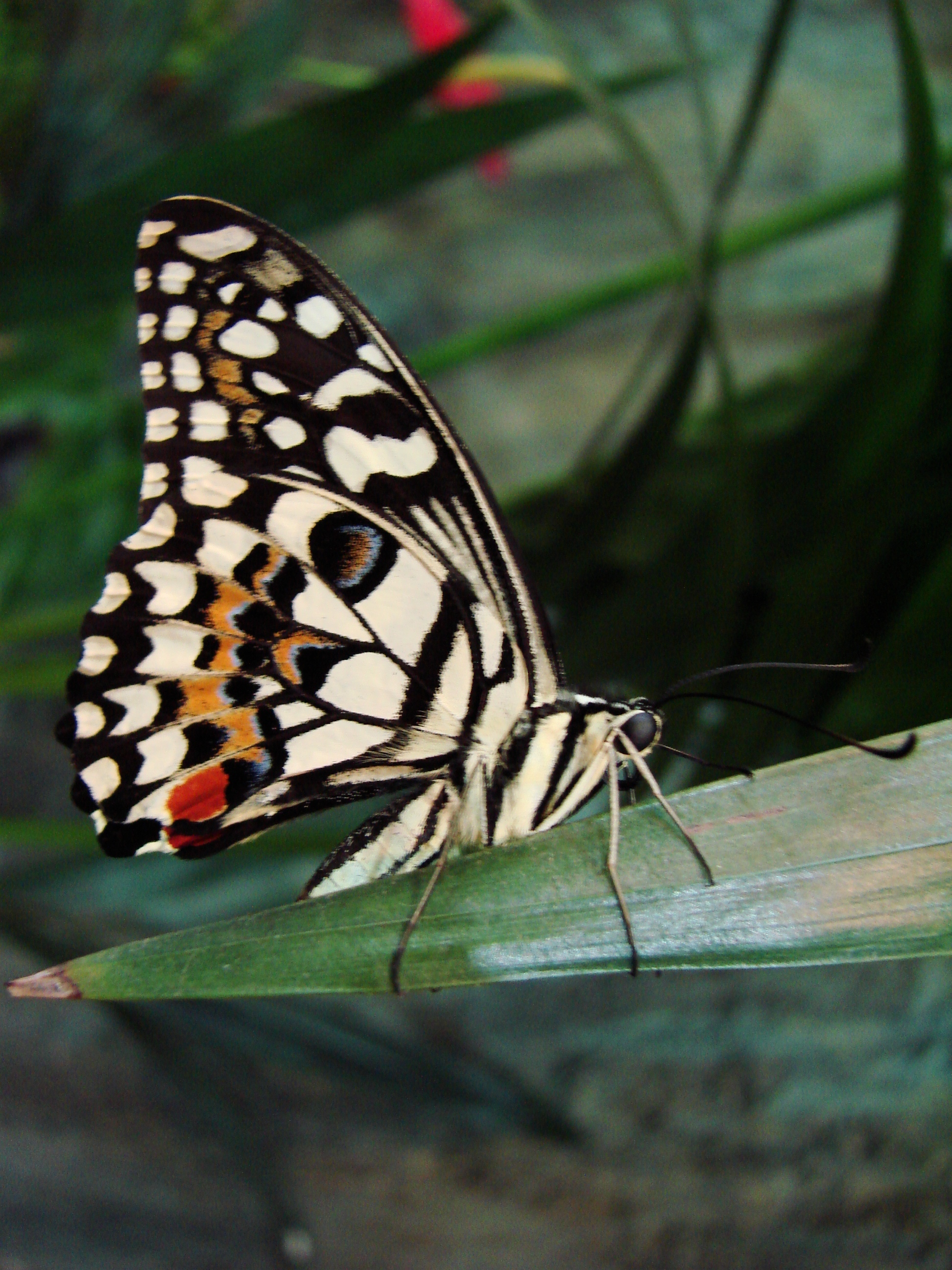
達摩鳳蝶

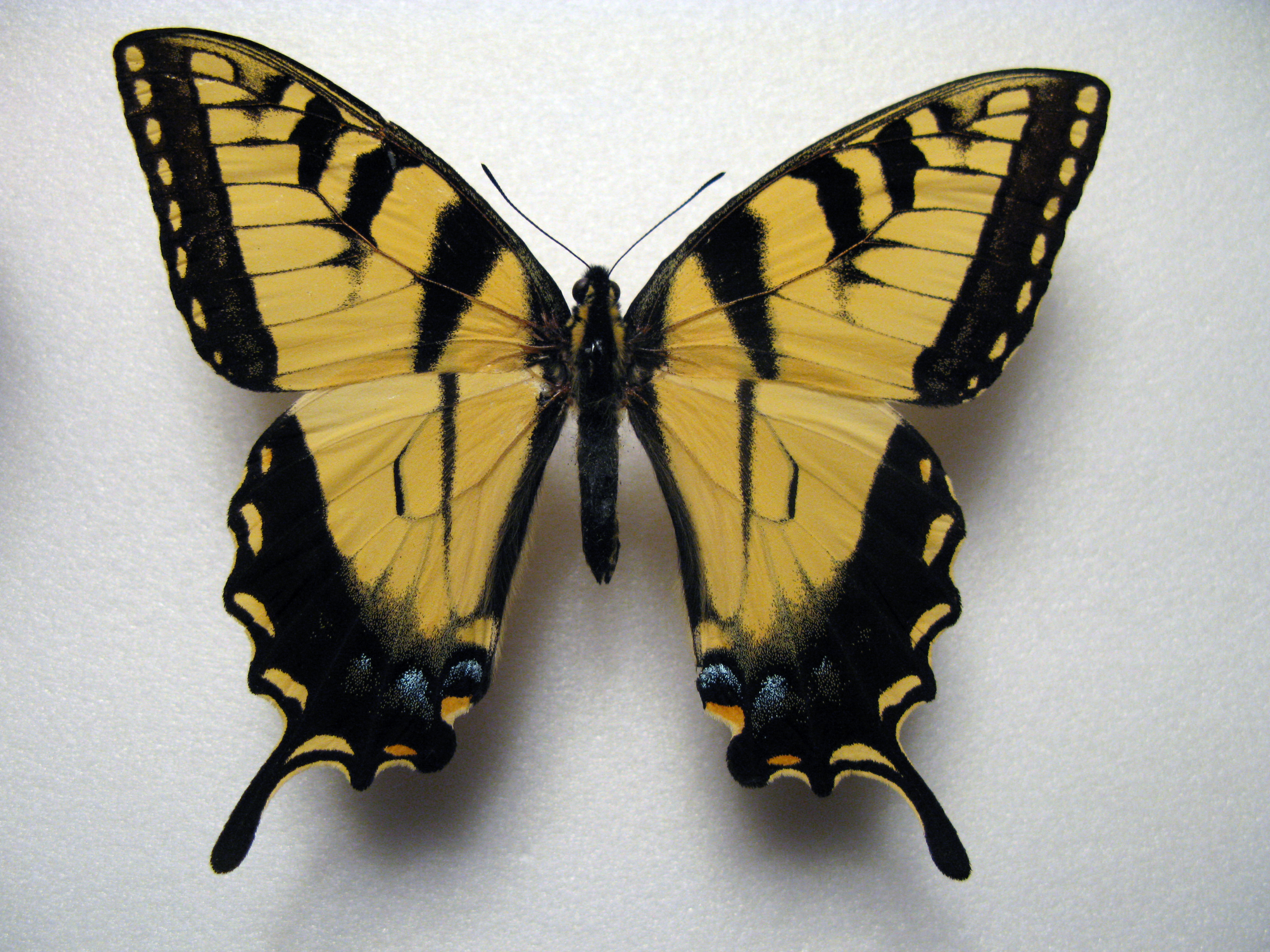
美洲虎紋鳳蝶

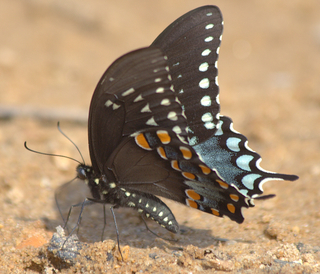
銀月豹鳳蝶

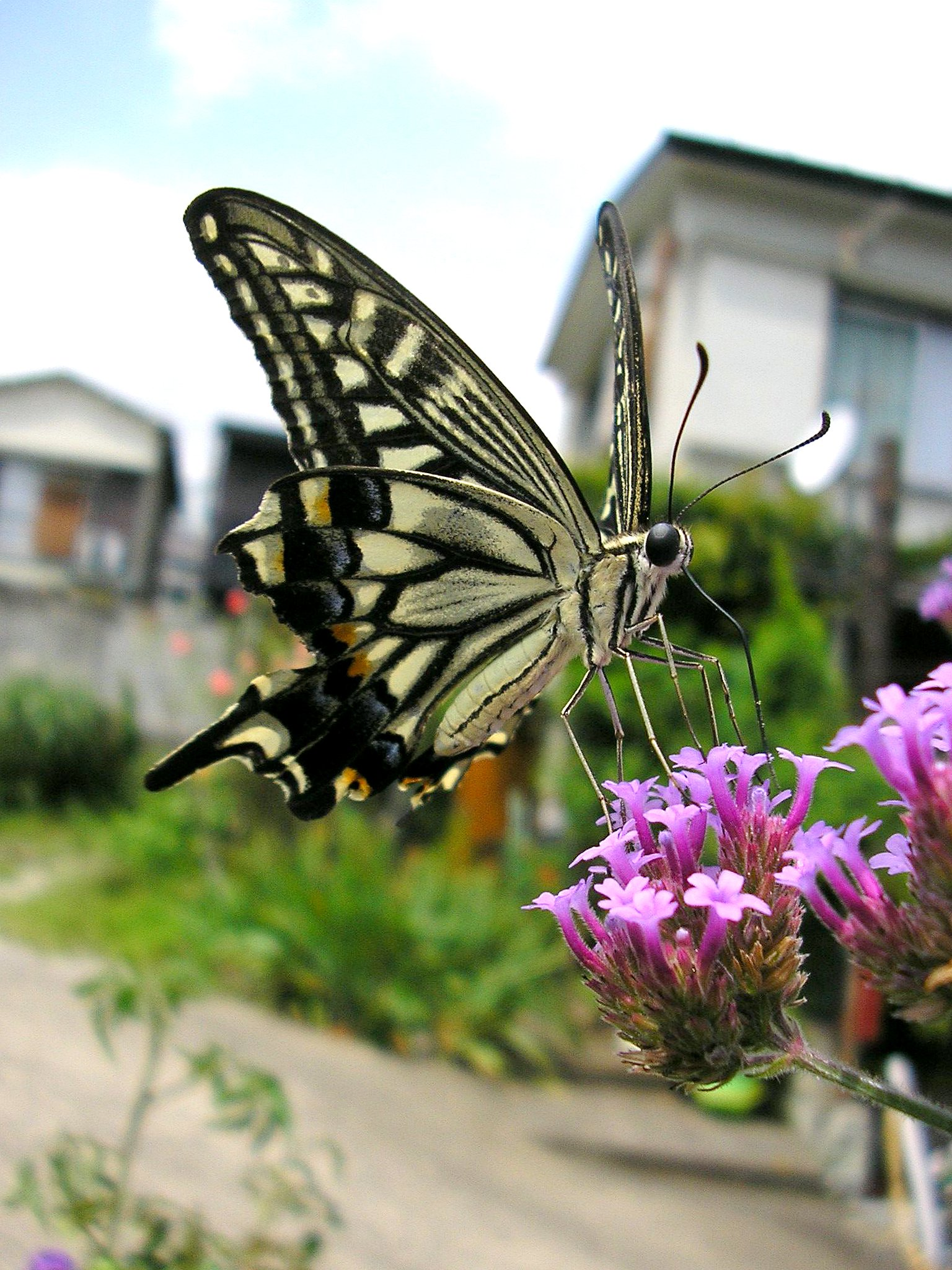
柑橘鳳蝶

### 翠鳳蝶亞屬 (Achillides)
- 窄斑翠鳳蝶 （Papilio arcturus）
- 碧鳳蝶 （Papilio bianor）
- 藍尾翠鳳蝶 （Papilio blumei）
- 佛陀翠鳳蝶 （Papilio buddha）
- 呂宋翠鳳蝶 （Papilio chikae）
- 絲絨翠鳳蝶 （Papilio crino）
- 迷紋翠鳳蝶 （Papilio daedalus）
- 穹翠鳳蝶 （Papilio dialis）
- 豪華鳳蝶 （Papilio elegans）
- 黃綠翠鳳蝶 （Papilio elephenor）
- 赫爾翠鳳蝶 （Papilio hermeli）
- 重幃翠鳳蝶 （Papilio hoppo）
- 卡爾娜翠鳳蝶 （Papilio karna）
- 克里翠鳳蝶 （Papilio krishna）
- 長斑美鳳蝶 （Papilio longimacula）
- 五斑翠鳳蝶 （Papilio lorquinianus）
- 綠帶翠鳳蝶 （Papilio maackii）
- 夢圖翠鳳蝶 （Papilio montrouzieri）
- 松巴島翠鳳蝶 （Papilio neumoegeni）
- 小天使翠鳳蝶 （Papilio palinurus）
- 巴黎翠鳳蝶 （Papilio paris）——又名大琉璃紋鳳蝶或寶鏡(翠)鳳蝶
- 翡翠鳳蝶 （Papilio peranthus）
- 藍翠鳳蝶 （Papilio pericles）
- 豔麗鳳蝶 （Papilio pulcher）
- 綠帶翠鳳蝶 （Papilio maackii）
- 英雄翠鳳蝶 （Papilio ulysses）

### 斑鳳蝶亞屬
- 褐斑鳳蝶 （Papilio agestor）
- 菲律賓斑鳳蝶 （Papilio carolinensis）
- 斑鳳蝶 （Papilio clytia）
- 小黑斑鳳蝶 （Papilio epycides）
- 大黃斑鳳蝶 （Papilio laglaizei）
- 黑斑鳳蝶 （Papilio moerneri）
- 奧斯瑪斑鳳蝶 （Papilio osmana）
- 翠藍斑鳳蝶 （Papilio paradoxa）
- 臀珠斑鳳蝶 （Papilio slateri）
- 藍褐斑鳳蝶 （Papilio toboroi）
- 翠麗斑鳳蝶 （Papilio veiovis）

### 德鳳蝶亞屬
- 安東鳳蝶 （Papilio andronicus）
- 長袖鳳蝶 （Papilio antimachus）——又名非洲長翅鳳蝶
- 阿爾德鳳蝶 （Papilio arnoldiana）
- Papilio bacelarae
- 綠石德鳳蝶 （Papilio charopus）
- 柴東德鳳蝶 （Papilio chitondensis）
- 柴德鳳蝶 （Papilio chrapkowskii）
- 玉石鳳蝶 （Papilio chrapkowskoides）
- 賽諾達鳳蝶 （Papilio cynorta）
- 蘇芮德鳳蝶 （Papilio cyproeofila）
- 藍斑德鳳蝶 （Papilio desmondi）
- 白帶德鳳蝶 （Papilio echerioides）
- 綠斑德鳳蝶 （Papilio epiphorbas）
- 費爾南德鳳蝶 （Papilio fernandus）
- 費德鳳蝶 （Papilio filaprae）
- 福樂德鳳蝶 （Papilio fuelleborni）
- 雞冠德鳳蝶 （Papilio gallienus）
- 藍角德鳳蝶 （Papilio hornimani）
- 櫻花芷鳳蝶 （Papilio interjectana）
- 白夾德鳳蝶 （Papilio jacksoni）
- 黃鏈德鳳蝶 （Papilio mackinnoni）
- 條翠德鳳蝶 （Papilio maesseni）
- 滿德鳳蝶 （Papilio manlius）
- 黃條德鳳蝶 （Papilio mechowi）
- 米帶鳳蝶 （Papilio mechowianus）
- 青翠美德鳳蝶 （Papilio microps）
- 綠霓德鳳蝶 （Papilio nireus）
- 藍草德鳳蝶 （Papilio oribazus）
- 留尼汪島德鳳蝶 （Papilio phorbanta）
- 白簾德鳳蝶 （Papilio plagiatus）
- 榮德鳳蝶 （Papilio rex）
- 鎖莎德鳳蝶 （Papilio sosia）
- 綠鏈德鳳蝶 （Papilio thuraui）
- 優德鳳蝶 （Papilio ufipa）
- 閃光藍鳳蝶 （Papilio zalmoxis）
- 天頂德鳳蝶 （Papilio zenobia）——又名非洲青鳳蝶

### 雅鳳蝶亞屬
- 優雅鳳蝶 （Papilio anactus）

### 芷鳳蝶亞屬
- 擬紅紋鳳蝶 （Papilio anchisiades）——又名南美無尾麝馨鳳蝶
- 蕊鳳蝶 （Papilio andraemon）
- 安鳳蝶 （Papilio androgeus）
- 阿里斯鳳蝶 （Papilio aristodemus）
- 海地芷鳳蝶 （Papilio aristor）
- 南美芷鳳蝶 （Papilio astyalus）
- 黑芷鳳蝶 （Papilio caiguanabus）
- 臀白芷鳳蝶 （Papilio chiansiades）
- 美洲大芷鳳蝶 （Papilio cresphontes）
- 蝦殼芷鳳蝶 （Papilio epenetus）
- 月牙芷鳳蝶 （Papilio erostratus）
- 加芷鳳蝶 （Papilio garleppi）
- 白柱芷鳳蝶 （Papilio hectorides）
- 姬芷鳳蝶 （Papilio himeros）
- 紅草芷鳳蝶 （Papilio homothoas）
- 紅露芷鳳蝶 （Papilio hyppason）
- 豐收芷鳳蝶 （Papilio isidorus）
- 雅美芷鳳蝶 （Papilio lamarchei）
- 黃雁芷鳳蝶 （Papilio machaonides）
- 美芷鳳蝶 （Papilio melonius）
- 黃帶芷鳳蝶 （Papilio ornythion）
- 傲雪芷鳳蝶 （Papilio oxynius）
- 盆芷鳳蝶 （Papilio paeon）
- 帕勞芷鳳蝶 （Papilio pelaus）
- 百利芷鳳蝶 （Papilio peleides）
- 紅胸芷鳳蝶 （Papilio pharnaces）
- 孤紋芷鳳蝶 （Papilio rogeri）
- 黃寬芷鳳蝶 （Papilio thersites）
- 草(芷)鳳蝶 （Papilio thoas）——又名大黃帶鳳蝶
- 珠鑠鳳蝶 （Papilio torquatus）

### 美鳳蝶亞屬
- 煙花美鳳蝶 （Papilio acheron）
- 果園美鳳蝶 （Papilio aegeus）——又名白紋大鳳蝶
- 白裙美鳳蝶 （Papilio albinus）
- 紅基美鳳蝶 （Papilio alcmenor）——又名白斑鳳蝶、紅基藍鳳蝶
- 阿爾美鳳蝶 （Papilio alphenor）
- 手掌美鳳蝶 （Papilio ambrax）
- 阿蒙彩美鳳蝶 （Papilio amynthor）
- 安度美鳳蝶 （Papilio antonio）
- 秀美鳳蝶 （Papilio ascalaphus）
- 牛郎鳳蝶 （Papilio bootes）——又名黑(美)鳳蝶、紅尾藍鳳蝶
- 藍彩美鳳蝶 （Papilio bridgei）
- 白條美鳳蝶 （Papilio canopus）
- 玉牙(美)鳳蝶 （Papilio castor）
- 苔美鳳蝶 （Papilio deiphobus）
- 德美鳳蝶 （Papilio demetrius）
- 金帶美鳳蝶 （Papilio demolion）
- 雙美鳳蝶 （Papilio diophantus）
- 白箭美鳳蝶 （Papilio dravidarum）
- 愛美鳳蝶 （Papilio erskinei）
- 紅帶美鳳蝶 （Papilio erythrotaeniata）
- 佳美鳳蝶 （Papilio euchenor）
- 福布斯美鳳蝶 （Papilio forbesi）
- 澳洲玉帶鳳蝶 （Papilio fuscus）
- 聯姻美鳳蝶 （Papilio gambrisius）
- 巨美鳳蝶 （Papilio gigon）
- 高台美鳳蝶 （Papilio godeffroyi）
- 玉斑(美)鳳蝶 （Papilio helenus）——又名紅緣鳳蝶、黃紋鳳蝶、楞鳳蝶、白紋美鳳蝶
- 希波玉帶鳳蝶 （Papilio hipponous）
- 弧美鳳蝶 （Papilio hypsicles）
- 鵠美鳳蝶 （Papilio hystaspes）
- 依諾美鳳蝶 （Papilio inopinatus）
- 海美鳳蝶 （Papilio iswara）
- 擬海美鳳蝶 （Papilio iswaroides）
- 織女美鳳蝶 （Papilio janaka）
- 喬丹美鳳蝶 （Papilio jordani）
- 臘美鳳蝶 （Papilio lampsacus）
- 類美鳳蝶 （Papilio liomedon）
- 南亞碧鳳蝶 （Papilio lowii）
- 美姝鳳蝶 （Papilio macilentus）——又名長尾鳳蝶、窄翅藍鳳蝶、長鳳蝶、妹美鳳蝶
- 馬哈鳳蝶 （Papilio mahadeva）
- 藍帶美鳳蝶 （Papilio mayo）
- 美鳳蝶 （Papilio memnon）——又名長崎鳳蝶、柑鳳蝶、多型藍鳳蝶、多型美鳳蝶
- 新牙鳳蝶 （Papilio neocastor）
- 寬帶(美)鳳蝶 （Papilio nephelus）——又名台灣黃紋鳳蝶、台灣白紋鳳蝶、白斑美鳳蝶、黃緣鳳蝶
- 衲補(美)鳳蝶 （Papilio noblei）——又名齒斑(美)鳳蝶
- 暗帶鳳蝶 （Papilio obscuras）
- 歐美鳳蝶 （Papilio oenomaus）
- 白扇美鳳蝶 （Papilio phestus）
- 擬玉帶鳳蝶 （Papilio pitmani）
- 藍裙美鳳蝶 （Papilio polymnestor）
- 玉帶(美)鳳蝶 （Papilio polytes）——又名縞鳳蝶、白帶(鳳)蝶、黑鳳蝶
- 藍(美)鳳蝶 （Papilio protenor）——又名黑鳳蝶、無尾黑鳳蝶、無尾美鳳蝶
- 紅斑美鳳蝶 （Papilio rumanzovia）
- 沙特美鳳蝶 （Papilio sataspes）
- 白浪美鳳蝶 （Papilio schmeltzi）
- 台灣鳳蝶 （Papilio thaiwanus）
- 娣美鳳蝶 （Papilio tydeus）
- 藍孤美鳳蝶 （Papilio weymeri）
- 白環美鳳蝶 （Papilio woodfordi）

### 鳳蝶亞屬
- 黑帶金鳳蝶 （Papilio alexanor）
- 短尾黑鳳蝶 （Papilio brevicauda）
- 科西嘉鳳蝶 （Papilio hospiton）
- 短尾金鳳蝶 （Papilio indra）
- 金鳳蝶 （Papilio machaon）
- 珀鳳蝶 （Papilio polyxenes）——又名香芹黑鳳蝶
- 沙金鳳蝶 （Papilio saharae）
- 擇麗鳳蝶 （Papilio zelicaon）

### 翠鳳蝶亞屬 (Princeps)
- 黃斑翠鳳蝶 （Papilio constantinus）
- 非洲白鳳蝶 （Papilio dardanus）
- 鋸帶翠鳳蝶 （Papilio delalandei）
- 非洲達摩鳳蝶 （Papilio demodocus）
- 達摩(翠)鳳蝶 （Papilio demoleus）——又名無尾鳳蝶
- 尤里翠鳳蝶 （Papilio erithonioides）
- 綠斑翠鳳蝶 （Papilio euphranor）
- 格羅斯翠鳳蝶 （Papilio grosesmithi）
- 鉤翅翠鳳蝶 （Papilio hesperus）
- 好來翠鳳蝶 （Papilio horribilis）
- 黃帶翠鳳蝶 （Papilio leucotaenia）
- 珞翠鳳蝶 （Papilio lormieri）
- 蔓翠鳳蝶 （Papilio mangoura）
- 好逑鳳蝶 （Papilio menestheus）
- 馬達加斯加翠鳳蝶 （Papilio morondavana）
- 黃翠鳳蝶 （Papilio nobilis）
- 帝王帶翠鳳蝶 （Papilio ophidicephalus）
- 白樂翠鳳蝶 （Papilio pelodurus）
- 普瑞鳳蝶 （Papilio prexaspes）
- 福翠鳳蝶 （Papilio phorcas）

### 虎紋鳳蝶亞屬
- 阿巴拉契亚虎纹凤蝶Papilio appalachiensis
- 布爾豹鳳蝶 （Papilio birchallii）
- 黃梁豹鳳蝶 （Papilio cacicus）
- 加拿大虎紋鳳蝶 （Papilio canadensis）
- 中夏虎纹凤蝶 (Papilio solstitius)
- 墨西哥豹鳳蝶 （Papilio esperanza）
- 淡色虎紋鳳蝶 （Papilio eurymedon）
- 紅眉豹鳳蝶 （Papilio euterpinus）
- 加瑪豹鳳蝶 （Papilio garamas）
- 美洲虎紋鳳蝶 （Papilio glaucus）——又名北美大黃鳳蝶
- 海黃豹鳳蝶 （Papilio hellanichus）
- 大螯豹鳳蝶 （Papilio homerus）——又名荷馬鳳蝶、荷西鳳蝶
- 芒鬚豹鳳蝶 （Papilio menatius）
- 二尾虎紋鳳蝶 （Papilio multicaudatus）
- 黃斑豹鳳蝶 （Papilio palamedes）
- 三尾虎紋鳳蝶 （Papilio pilumnus）
- 單尾虎紋鳳蝶 （Papilio rutulus）
- 緣斑豹鳳蝶 （Papilio scamander）
- 銀月豹鳳蝶 （Papilio troilus）
- 沃豹鳳蝶 （Papilio warscewiczii）
- 緣點豹鳳蝶 （Papilio xanthopleura）
- 豹鳳蝶 （Papilio zagreus）

### 華鳳蝶亞屬
- 本華鳳蝶 （Papilio benguetanus）
- 柑橘鳳蝶 （Papilio xuthus）